# سلفادورة
سلفادورة أو ثعابين مُبقعة الأنف (الاسم العلمي: Salvadora)، جنس ثعابين من فصيلة الأحناش، وتستوطن غرب الولايات المتحدة والمكسيك.